# Agnès de Déu
 Agnes de Déu (títol original: Agnes of God) és una pel·lícula estatunidenca dirigida per Norman Jewison, estrenada el 1985 i doblada al català

## Argument
Jennifer Tilly és una monja que assegura haver rebut la visita de Déu i haver-se quedat embarassada. Jane Fonda és una psiquiatra que decideix investigar el cas per arribar al fons de l'assumpte.

## Repartiment
- Jane Fonda: Dr. Martha Livingston
- Anne Bancroft: Mother Miriam Ruth
- Meg Tilly: Germana Agnes
- Anne Pitoniak: Mare del Dr. Livingston
- Winston Rekert: Detectiu Langevin
- Gratien Gélinas: Pare Martineau
- Guy Hoffman: Joseph Leveau
- Gabriel Arcand: Monsenyor
- Françoise Faucher: Eve LeClaire
- Jacques Tourangeau: Eugene Lyon
- Janine Fluet: Germana Marguerite
- Françoise Berd: Germana Thérèse
- Mimi D'Estée: Germana Elizabette
- Victor Désy: Bibliotecari
- Charlotte Laurier: Jove prostituta
- André Lacoste: Pacient

## Premis i nominacions

### Premis
- Globus d'Or a la millor actriu secundària per Meg Tilly

### Nominacions
- Oscar a la millor actriu 1986 per Anne Bancroft
- Oscar a la millor actriu secundària per Meg Tilly
- Oscar a la millor banda sonora per Georges Delerue
- Globus d'Or a la millor actriu dramàtica per Anne Bancroft